# الکساندر چیرش

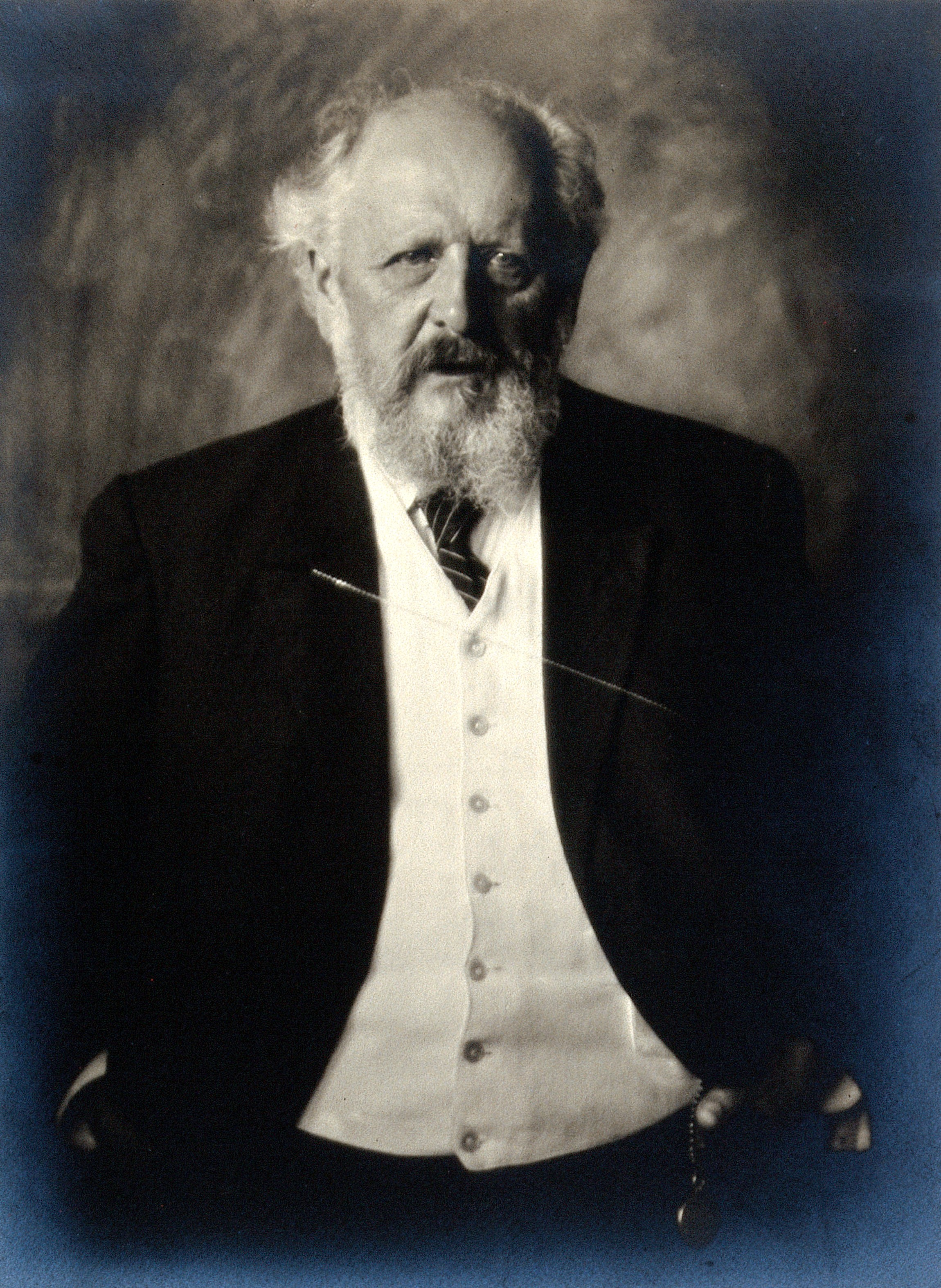
Alexander Tschirch (1926)

الکساندر چیرش (۱۸۵۶–۱۹۳۹) یک داروساز آلمانی-سوئیسی، زاده شده در شهر گوبن بود. از آثار مهم او رساله فارماکوگنوزی است.